# Radarmeile
Radarmeile (engl. radar mile oder radar nautical mile) ist neben ihrer metrischen Entsprechung Radarkilometer eine Hilfskonstante für die Umrechnung einer (Verzögerungs-)Zeit zur entsprechenden maßstabsgerechten Entfernung auf dem Radarsichtgerät. Entgegen dem Namen, der eine Entfernung suggeriert, ist es eine Zeiteinheit. Sie gibt die standardisierte Laufzeit an, die eine elektromagnetischen Welle vom Radar zu einem in einer Entfernung von einer nautischen Meile stehenden Reflektor und zurück zum Radar braucht. Beim Radarkilometer beträgt der Abstand zwischen Radar und Reflektor ein Kilometer.
Der Begriff Radarmeile (oder Radarkilometer) entspringt der Notwendigkeit in älteren analogen Radargeräten, Zeitsteuerungen vorzunehmen, das heißt, bestimmte Steuersignale oder Impulse im Synchronisator durch monostabile Multivibratoren oder Phantastrons zeitlich zu regeln, dass synchron zum Empfang eines Echosignals bestimmte Schaltfunktionen ausgeführt werden können.

Der Impuls des Radargerätes benötigt eine bestimmte Zeit bis zum Empfang des Echos – wenn das Objekt genau eine Meile entfernt ist, ist diese Zeit eine Radarmeile.

Mit 1852 Metern für die nautische Meile und {\displaystyle 3\cdot 10^{8}~\mathrm {m/s} } für die ungefähre Ausbreitungsgeschwindigkeit des Radarsignals folgt:
{\displaystyle 1~{\text{Radarmeile}}={\frac {2\cdot 1852~\mathrm {m} }{3\cdot 10^{8}~\mathrm {m/s} }}=12{,}35~{\text{µs}}}
Eine beliebige Laufzeit geteilt durch eine Radarmeile (entspricht 12,35 µs) ergibt die dazugehörige Entfernung in nautischen Meilen.
Für den Radarkilometer gilt:
{\displaystyle 1~{\text{Radarkilometer}}={\frac {2\cdot 1000~\mathrm {m} }{3\cdot 10^{8}~\mathrm {m/s} }}=6{,}66~{\text{µs}}}
Eine beliebige Laufzeit geteilt durch einen Radarkilometer (entspricht 6,66 µs) ergibt die dazugehörige Entfernung in Kilometern. Ebenso: eine beliebige Entfernung in Kilometern multipliziert mit 6,66 µs ergibt die Laufzeit eines Echosignals aus genau dieser Entfernung.
Der Umgang mit diesen Begriffen wird zwar bei Wartungs- und Bedienungspersonal von Radargeräten als bekannt vorausgesetzt, jedoch hat dieses bei moderneren Radargeräten kaum noch Berührungspunkte mit diesen Werten. Bei modernen Radargeräten mit digitaler Signalverarbeitung haben diese Begriffe nur noch in der Softwareerstellung eine Bedeutung.